# ウォレス・ワトルズ

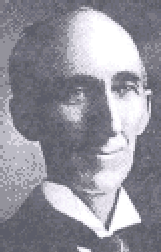
ウォレス・ワトルズ

ウォレス・デロイス・ワトルズ（Wallace Delois Wattles、1860年 - 1911年）は、アメリカ合衆国のニューソートの著作家、思想家。個人としてはあまり有名ではないが、彼の文章は広く引用され、ニューソートや自己啓発（セルフ・ヘルプ）運動の中で広まった。
ワトルズの代表作は、裕福になるための理論を説いた 1910年の『富を引き寄せる科学的法則』(The Science of Getting Rich) である。

## 生涯と略歴
ウォレス・ワトルズが亡くなった直後に、娘のフローレンス・A・ワトルズが父の生涯を記述した『Letter』が、エリザベス・タウン編集の下でニューソート誌の『Nautilus』に掲載された。『Nautilus』には、ワトルズの著作が過去に何度も載っており、タウンはワトルズの書籍の発行者でもあった。フローレンス・ワトルスは、父は1860年にアメリカで生まれ、正規の教育をほとんど受けておらず、商業と富の世界から排除されていることに気づいたと書いている。
1880年のアメリカの国勢調査によると、ウォレスはイリノイ州マクヘンリー郡の田舎町の農場で両親と暮らしていた。ウォレスの父は庭師で、母は専業主婦だった。ウォレスの両親はニューヨーク出身で、ウォレスはイリノイ州出身であると発表されている。兄弟の存在は記録されていない。1910年の国勢調査によると、ウォレスは苗字の綴りを「Walters」から「Wattles」へ変更していて、結婚しており、フローレンスを含む 3人の子供がいて、ウォレスの母も一緒に暮らしていたことが確認できる。
フローレンスは、ウォレスは「彼はたくさんのお金を稼ぎ、極度の虚弱体質を除けば健康だった」と語っており、1911年に亡くなった。ウォレスは亡くなったときは 51歳で、フローレンスによると「若すぎる」死だった。死の前年には、2冊の本（『The Science of Being Well』と『富を引き寄せる科学的法則』(The Science of Getting Rich)）を発表するだけでなく、選挙へ出馬していた。
オラ・エレン・コックスが 1916年に書いた『The Socialist Party in Indiana』によると、ワトルズは晩年インディアナ州コーコモーの近くの町で暮らしていた。娘のフローレンスによると、ワトルズが暮らしていた町はインディアナ州のエルウッドである。

## 社会主義者
1896年にシカゴでワトルズは、キリスト教社会主義を説いてアメリカ全土で知名度が高かったジョージ・D・ヘロン（会衆派教会の牧師でグレノル・カレッジの教授でもある）と出会った。
ヘロンと会った後、ワトルズは社会構想家となり、フローレンスが「イエスの素晴らしい、社会主義のメッセージ」と呼んだものを説き始めた。フローレンスによると、彼は一時期メソジスト教会に籍を置いていたが、「異端」であるとして追放された。ワトルズの 2冊の本（『A New Christ』、『Jesus: The Man and His Work』）は、社会主義の視点からキリスト教を論じたものである。
1908年の下院議員選挙では、ワトルズはアメリカ社会党から立候補した。1910年には、再度社会党から立候補した が、どちらの選挙でも敗北した。フローレンスによると、ワトルズは落選後も社会主義者であり続け、1912年と1915年の社会党全国委員会での代議員だった。

## ニューソート
アメリカ合衆国中西部の人であるワトルズはエマ・カーティス・ホプキンスやウィリアム・ウォーカー・アトキンソンらニューソートのリーダー達とシカゴへ行き、インディアナ州で日曜夜に講義をしていたが 、ワトルズの本はマサチューセッツを拠点とするエリザベス・タウンで発行された。
ワトルズは、ドイツ観念論の哲学者ゲオルク・ヴィルヘルム・フリードリヒ・ヘーゲルや超絶主義哲学者のラルフ・ワルド・エマーソンの著作物を学び、自身が「宇宙の一元論」と呼んだ特色に興味のある読者に、彼らの著作の研究を推奨した。
ワトルズは研究と実験を通して、ニューソートの原理と真実を発見して自身の人生でそれらを実践したと述べた。ワトルズはホーレス・フレッチャーの『完全咀嚼法』やエドワード・フッカー・デューイの『朝食抜き計画』ら人気のある健康論を唱え、それらは自身の生活にあてはまったと主張した。さらに、それらの主義と実行方法の概説本（『Health Through New Thought and Fasting』、『The Science of Being Great』）を書いた。
実践的な著者であったワトルスは、読者に自分の理論を権威として受け取るのではなく、自分自身で試すことを勧め、出版する前に自分自身と他の人とで方法を試したと語っている。
ワトルスは創造的視覚化という手法を実践していた。娘のフローレンスの言葉を借りれば、彼は「心象風景」あるいは視覚的なイメージを作り、そして「このビジョンの実現に向けて努力した」
| 「 | ワトルズは書き続けた。それが、自分の心象風景を作り上げるということだった。彼は、自分が成功した作家であり、力を持った人格者であり、進歩的な人間であると考え、その実現に向けて努力し始めたのである。彼はすべてのページを生きた...。彼の人生は、まさにパワフルな人生であった。 | 」 |

## 影響
ロンダ・バーンが『ザ・シークレット』について『ニューズウィーク』からインタビューを受けた際、ワトルズの『富を引き寄せる科学的法則』の影響を受けたと語っている。バーンの娘ヘイリーは、バーンが挫折から立ち直るのを助けるため、ワトルズの本を母に渡した。『ザ・シークレット』は、他のニューソート思想家であるウィリアム・ウォーカー・アトキンソンの1908年の作品『Thought Vibration or the Law of Attraction in the Thought World』に記された『引き寄せの法則』も参照されている。

## 作品
- The Constructive Use of Foods （パンフレット）
- Health Through New Thought and Fasting - ISBN 978-0766184268
- Hellfire Harrison （唯一の小説）- ISBN 978-1110909551
- Jesus: The Man and His Work
- Letters to a Woman's Husband （パンフレット）
- Making of the Man Who Can
- A New Christ
- New Science of Living and Healing - ISBN 978-1432518851
- The Science of Being Great - ISBN 978-1585426287
  - 『「思い」と「実現」の法則』佐藤富雄 監訳、イースト・プレス〈East Press business〉、2006年8月。ISBN 4-87257-709-4。
- "Perpetual Youth" (1909, in The Cavalier), 初期のサイエンス・フィクション記事[17]。
- The Science of Being Well (Elizabeth Towne, 1910) - ISBN 978-1602060487
- The Science of Getting Rich (Elizabeth Towne, 1910) - ISBN 978-1162739854
  - 『お金持ちになる科学』松永英明 訳、ぜんにち出版、2005年12月。ISBN 4-86136-057-9。
  - 『富を手にする「ただひとつ」の法則』宇治田郁江 訳、フォレスト出版、2005年7月。ISBN 4-89451-200-9。
    - 『富を手にする「ただひとつ」の法則』宇治田郁江 訳、本田健 解説、フォレスト出版〈Forest 2545 shinsyo 008〉、2010年2月。ISBN 978-4-89451-808-7。

  - 『図解 幸せなお金持ちになる「確実な法則」ノート　『「原因」と「結果」の法則』と並ぶ“幻の名著”が、ついに図解化！』片山麻衣子 訳、イースト・プレス〈East Press business 「思い」と「実現」の法則 2〉、2006年5月。ISBN 4-87257-646-2。
  - 『幸せなお金持ちになる「確実な法則」』佐藤富雄 監訳、イースト・プレス〈East Press business 「思い」と「実現」の法則 2〉、2007年3月。ISBN 978-4-87257-766-2。
    - 『図解 幸せとお金を引き寄せる「確実な法則」』佐藤富雄 監訳、イースト・プレス〈East Press business〉、2010年4月。ISBN 978-4-7816-0371-1。

  - 『確実に金持ちになる「引き寄せの法則」』川島和正 監訳、三笠書房〈知的生きかた文庫〉、2008年3月。ISBN 978-4-8379-7699-8。
  - 『富を「引き寄せる」科学的法則』山川紘矢・山川亜希子 訳、角川書店(出版) 角川グループパブリッシング(発売)〈角川文庫〉、2008年1月。ISBN 978-4-04-297201-3。
- How to Promote Yourself (Elizabeth Towne, May 5, 1914) - ISBN 978-0963991232
- Scientific Marriage
- What Is Truth? (serialized in The Nautilus Magazine, Elizabeth Towne, 1909)
- Financial Success Through Creative Thought (published posthumously in 1915) - ISBN 978-0892810284